# Tanna Frederick
Pour les articles homonymes, voir Frederick.
Tanna Marie Frederick, née le 11 août 1979 à Mason City dans l'Iowa, est une actrice et productrice américaine qui s'est fait connaître pour son rôle dans le film de Henry Jaglom, Hollywood Dreams, pour lequel elle a reçu le Prix d'interprétation féminine au Fargo Film Festival,.

## Filmographie
Actrice
- 2003 : Irrésistible (Inescapable) : Susan
- 2003 : First Impressions : Madison
- 2006 : Hollywood Dreams : Margie Chizek
- 2007 : Rising Shores : Stéphanie
- 2009 : Irene in Time : Irène Jensen
- 2010 : Queen of the Lot : Maggie Chase
- 2010 : Katie Q : Katie
- 2011 : Virtually Yours (court métrage) : Taylor
- 2012 : Just 45 Minutes from Broadway : Pandora Isaacs
- 2014 : The M Word : Moxie Landon
- 2014 : A Lasting Impression (court métrage) : Susanna
- 2014 : South of Hope Street (court métrage) : Denise
- 2014 : December. 17th (court métrage) : Lily
- 2015 : Ovation : Maggie Chase
- 2016 : The Bandit Hound : Celia Starr
- 2015-2016 : TMI Hollywood (série télévisée) : l'hôte (3 épisodes)
- 2016 : Defrost: The Virtual Series (téléfilm) : Beverly Joan Perez
- 2017 : Danny and the Deep Blue Sea : Roberta
- 2017 : The Glorias (court métrage) : Gloria
- 2018 : Train to Zakopané : Katia Wampusyk
- 2018 : South of Hope Street : Denise
- 2018 : Garner, Iowa : Kathy
- 2018 : Asleep at the Wheel : Foster

Productrice
- 2016 : Defrost: The Virtual Series (téléfilm)
- 2017 : The Glorias (court métrage)
- 2018 : Garner, Iowa
- 2018 : Asleep at the Wheel